# بطمون كبير
بطمون كبير (الاسم العلمي:Potamon magnum) هو نوع من قشريات يتبع جنس البطمون من فصيلة البطمونات.